# كأس ألمانيا 1940
كأس ألمانيا 1940 (بالألمانية: Tschammerpokal 1940)‏ هو الموسم 6 من كأس ألمانيا. أشرف على تنظيمه اتحاد ألمانيا لكرة القدم، وكان عدد الأندية المشاركة فيه 64، وفاز فيه نادي درسدن ‏.